# شارون مارکوس
شارون مارکوس (انگلیسی: Sharon Marcus؛ زادهٔ ۱۹ مهٔ ۱۹۶۶) استاد ادبیات تطبیقی و زبان انگلیسی در دانشگاه کلمبیا است.